# Domegge di Cadore
Domegge di Cadore (vènet Domege de Cador) és un municipi italià, dins de la província de Belluno. L'any 2007 tenia 2.700 habitants. Limita amb els municipis d'Auronzo di Cadore, Calalzo di Cadore, Cimolais (PN), Forni di Sopra (UD), Lorenzago di Cadore, Lozzo di Cadore i Pieve di Cadore.

## Administració
| Període | Identitat        | Partit        |
| ------- | ---------------- | ------------- |
| 2004-   | Lino Paolo Fedon | Llista cívica |